# Jorge Arias
Jorge Arias (El Paso (Texas), 5 augustus 1977) is een Amerikaans Lucha libre enmascarado, of gemaskerde professional worstelaar die werkzaam is bij WWE als Hunico en Sin Cara.
Voordat Arias voor de WWE worstelde, hij was onder de ringnaam Incognito bekend in de Mexicaanse worstelpromotie Asistencia Asesoría y Administración (AAA) en in de Amerikaanse worstelpromotie Chikara.

## Professioneel worstelcarrière
In beginjaren van 2000 begon Arias onder de ringnaam "Mistico", een gemaskerde personage, te worstelen in Mexico. Door het debuut van Místico in Consejo Mundial de Lucha Libre (CMLL), CMLL won in 2005 de legale rechten van de naam "Místico" en forceerde Arias om zijn ringnaam te veranderen in "Mystico" of "Mistico de Juarez".

### Asistencia Asesoría y Administración (2004–2005)
In het voorjaar van 2004 begon Arias regelmatig te werken voor de Asistencia Asesoría y Administración (AAA). Arias adopteerde de ringnaam Incognito. Terwijl hij een eenjarig contract tekende met de AAA, hij ging naar een worstelschool om zijn worstelvaardigheden te verbeteren. In 2005 verliet hij de AAA en begon te worstelen voor verscheidene onafhankelijke worstelpromoties.

### Total Nonstop Action Wrestling (2006)
Incognito maakte eerst een naam voor zichzelf in de Verenigde Staten wanneer hij deelnam in de 2006 editie van Total Nonstop Action Wrestling (TNA) World X-Cup Tournament. Incognito vormde in het bijzijn met Shocker, Magno en Puma Team Mexico. Incognito's enige match in de World Cup toernooi was een 16-man Gauntlet match. Incognito was geëlimineerd door Sonjay Dutt. Het Team Mexico eindigde op de derde plaats, achter de winnaars Team USA en Team Canada maar voor Team Japan.
Door zijn TNA-verschijning begon Incognito regelmatig te werken voor de National Wrestling Alliance (NWA) en teamde met Luchador Sicodélico Jr.. De twee namen deel in een toernooi om de nieuwe NWA World Tag Team Champions te kronen, maar verloren in de finale match van Joey Ryan en Karl Anderson. In de match was het duo Billy Kidman en Sean Waltman ook aanwezig.

### Chikara (2007–2008)
Op 22 september 2007 maakte Incognito zijn eerste verschijning voor de Lucha Libre geïnspireerde Chikara promotie. In 2008 vormde Incognito samen met El Pantera en Lince Dorada de Los Luchadores de Mexico en de team won de King of Trios toernooi. Op 18 mei 2008 won Incognito de Rey de Voladores toernooi wanneer hij in de finale Helios versloeg. In april 2009 verscheen Incognito twee keer in de Ring of Honor.

### World Wrestling Entertainment / WWE (2009–present)
Op 14 december 2009 worstelde Incognito, zonder zijn masker, in een "try-out" match voor de World Wrestling Entertainment (WWE). Kort daarna tekende hij een contract met de WWE en werd verwezen naar de Florida Championship Wrestling, een WWE-opleidingscentrum. Hij veranderde later zijn ringnaam in Hunico maar behield zijn masker en zijn outfit.
Hunico teamde samen met Epico als Los Aviadores. Op 3 juni 2010 versloegen Los Aviadores The Uso Brothers om het FCW Florida Tag Team Championship te winnen. Op 16 juli 2010 wonnen Los Aviadores voor de tweede keer het Florida Tag Team Championship.
Tijdens de SmackDown-opnames van 9 augustus 2011 maakte Arias zijn WWE-televisiedebuut, wanneer hij de rol van Sin Cara van Luis Urive, die 30 dagen geschorst was voor het overtreden van WWE's gezondheidsprogramma, overnam en Tyson Kidd versloeg. Op 20 augustus 2011 hernam Urive de rol van Sin Cara over. Hoewel, tijdens de SmackDown-opname week van 26 augustus 2011 was gerapporteerd dat Urive naar huis werd gestuurd en Arias verscheen op de televisie onder de Sin Cara-masker en de rol speelde als een heel (schurk). Tijdens de SmackDown-aflevering van 16 september 2011 werd de "valse" Sin Cara (Arias) geconfronteerd door de terugkerende "echte" Sin Cara (Urive). Een week later toonde hij zijn ware uitrusting en droeg een zwarte zilveren pak. Hij daagde de blauwe gouden Sin Cara (originele) uit voor een match op Hell in a Cell, die de originele Sin Cara won. Na de Hell in a Cell verwees de WWE de originele als Sin Cara "Azul" (blauw) en de bedrieger als Sin Cara "Negro" (zwart). Tijdens de SmackDown-opnames van 16 oktober in Mexico-Stad, verloor hij de Mask vs. Mask match van Sin Cara "Azul" en werd gedwongen om zijn masker af te doen.
Tijdens de SmackDown-aflevering van 28 oktober 2011 was hij geïnterviewd door Matt Striker en zei dat hij nu Hunico, de naam die hij gebruikte in de FCW voordat hij was opgeroepen voor de WWE-rooster, heette. In het najaar van 2011 en voorjaar 2012 vormde hij meermaals een tag team met Camacho. In het najaar van 2012 onderging Arias (Hunico) een knieoperatie. In 2013 maakte hij zijn rentree. In het voorjaar verliet worstelaar Luis Urive (Sin Cara) de WWE en Arias nam zijn rol over en worstelt voortaan als "Sin Cara".

## In het worstelen
- Finishers
  - Incognito Especial (Independent circuit) / Hunico Special (FCW) (Leglock)
- Signature moves
  - High-angle senton bomb
  - Powerbomb
  - Quebradora (Inverted Boston crab)
  - Spanish Fly (Moonsault side slam)
  - Springboard senton
- Entree thema
  - "Ancient Spirit" van Jim Johnston (als Sin Cara) (WWE; 2011–heden)

## Prestaties
- Chikara
  - King of Trios (2008) – met El Pantera & Lince Dorado
  - Rey de Voladores (2008)
- Florida Championship Wrestling
  - FCW Florida Tag Team Championship (2 keer met Epico)
- World Wrestling Association
  - WWA Middleweight Championship (2 keer)